# Ван Вюрен, Гюнтер
Гюнтер ван Вюрен (африк. Günther Janse van Vuuren; род. 24 августа 1995 года, Претория) — южноафриканский регбист, игрок первой линии клуба «Динамо».

## Биография
Воспитанник академии «Голден Лайонз». За который выступал до 18 лет. Затем переехал в Блюмфонтейн в «Читаз». С 2014 начал карьеру сначала за молодёжный состав, а после начал привлекаться и во взрослую команду. В 2018 сыграл единственный матч в рамках Про14. В 2019 был в аренде в «Боланд Кавальерс». Зимой 2020 года перешёл в казанскую «Стрелу». Дебютировал в матче первого тура сезона 2020/2021 против московского ЦСКА выйдя на замену.